# Salvador Castellote y Pinazo
Salvador Castellote y Pinazo, (Valencia, 10 de marzo de 1846-Jaén, 23 de diciembre de 1906). Fue un ilustrado sacerdote español, doctor en teología por la Facultad de Teología de Valencia, obispo de Jaén y arzobispo de Sevilla.

## Biografía
Fue párroco de Agres y Liria en la (archidiócesis de Valencia y canónigo por oposición en las catedrales de Madrid y Valencia. Antes de opositar a una canonjía en Madrid, había intentado hacerlo en Barcelona, pero, a pesar de haber obtenido la mejor nota en el examen, el Cabildo nombró a otro examinando, sin dar más explicaciones. En Madrid, siguiendo la costumbre de que los nuevos canónigos pronunciasen unas conferencias cuaresmales, Castellote eligió un tema por entonces poco usual: sobre el origen de la vida, haciendo gala de profundos conocimientos científicos y culturales, citando a numerosos y por entonces bien conocidos biólogos y científicos. Estas conferencias fueron aplaudidas por toda la prensa de Madrid, alabando su valentía en la exposición de temas tan controvertidos.
Al ser trasladado el entonces obispo de Madrid, Ciriaco Sancha y Hervás, a Valencia como Arzobispo, se llevó consigo a Castellote, haciéndolo Secretario de Cámara de la archidiócesis valenciana, donde pronunció diversas conferencias y organizó la famosa peregrinación de la archidiócesis de Valencia a Roma.
El 25 de junio de 1896 fue nombrado obispo de Menorca, tomando posesión el día 5 de octubre. En Menorca se apercibió de que la antigua sede de la diócesis en Ciudadela carecía de la influencia político-económica y religiosa que iba obteniendo la ciudad de Mahón, prestando mucha atención a este cambio. Una de sus apreciadas gestiones fue la de llevar a Menorca a los salesianos. También obtuvo su gestión las positivas valoraciones incluso de la prensa nada afín a la Iglesia, que destacó sus conocimientos filosófico-teológicos desde la razón natural.
El 26 de diciembre de 1901 fue nombrado Obispo de Jaén, donde inauguró el edificio del nuevo Seminario en 1905. Sus predicaciones y conferencias sobre los más variados temas fueron objeto del aprecio de sus diocesanos.
El 6 de diciembre de 1906 fue nombrado arzobispo de Sevilla. Durante su acto de despedida, el 23 de diciembre, en la catedral de Jaén, sufrió un desfallecimiento mientras predicaba en el púlpito, falleciendo poco después, a pesar de los auxilios médicos que doctores presentes en la ceremonia le prestaron. Está sepultado en la catedral de Jaén. Fue senador por el arzobispado de Valencia en la legislatura de 1898-1899 y por el de Granada de 1905 a 1907.
| Predecesor: Juan Comas Vidal                | Obispo de Menorca 1896 - 1901                       | Sucesor: Juan Torres y Ribas            |
| Predecesor: Victoriano Guisasola y Menéndez | Obispo de Jaén 1901 - 1906                          | Sucesor: Juan José Laguarda y Fenollera |
| Predecesor: Marcelo Spínola y Maestre       | Arzobispo de Sevilla (No tomó posesión) 1906 - 1906 | Sucesor: Enrique Almaraz y Santos       |